# Thennelières
Thennelières é uma comuna francesa na região administrativa de Grande Leste, no departamento de Aube. Estende-se por uma área de 6,73 km². Em 2010 a comuna tinha 344 habitantes (densidade: 51,1 hab./km²).